# Dave Joerger
David Joerger, detto Dave (Staples, 21 gennaio 1974), è un allenatore di pallacanestro statunitense.

## Palmarès

### Squadra
- IBA: 1

Dakota Wizards: 2001
- CBA: 3

Dakota Wizards: 2002, 2004, 2005
- NBA D-League: 1

Dakota Wizards: 2006-07

### Individuale
- IBA Coach of the Year (2001)